# نایارا مورنو
نایارا مورنو (انگلیسی: Naiara Moreno؛ زادهٔ ۲۹ آوریل ۱۹۹۷) خواننده اهل اسپانیا است.